# Сарасота (округ)
Сарасо́та (англ. Sarasota county) — округ штата Флорида Соединённых Штатов Америки. На 2000 год в нем проживало 325 957 человек. По оценке бюро переписи населения США в 2008 году население округа составляло 372 057 человек. Окружным центром является город Сарасота.

## История
Округ Сарасота был сформирован в 1921 году. Хотя эта область называлась так с самого начала прибытия европейцев, происхождение названия Сарасота точно не известно. Возможно, оно произошло от слова на языке индейского племени Калуса, означающего «место камней» или «место танца». В начале XX века в Сарасоте проходило представление, в котором округ получил своё название в честь дочери знаменитого путешественника Эрнандо де Сото, которую звали Сара.
В 2017 году округ был награждён премией «All-America City Award» (с англ. — «Всеамериканский город») присуждаемой Национальной гражданской лигой, которую неофициально называют «Нобелевской премией за конструктивное гражданство» и которая выдается за активную гражданскую позицию жителей некорпоративных сообществ Соединённых Штатов в жизни местного самоуправления.

## География
Округ расположен в западной части штата. Граничит с округами: Манати (на севере), Де-Сото (на востоке) и Шарлотт (на юге). На западе омывается водами Мексиканского залива.

## Население
По данным переписи 2000 года население округа составляет 325 957 человек.  Расовый состав: белые – 92,65%; афроамериканцы – 4,18%; азиаты – 0,77%; коренные американцы – 0,22%; океанийцы – 0,03%; другие расы – 1,14%; представители двух и более рас – 1,02%. Английский язык считают родным 89,7% населения; испанский – 4,4%; немецкий – 1,3%; французский – 1%.
Возрастная структура: до 18 лет: 16,2%; от 18 до 24 лет: 5%; от 25 до 44 лет: 21,7%; от 45 до 64 лет: 25,6%; старше 64 лет – 31,5%. Средний возраст населения – 50 лет. На каждые 100 женщин приходится 90 мужчин.
Динамика роста населения:
- 1940: 	16 106	чел.
- 1950: 	28 827	чел.
- 1960: 	76 895	чел.
- 1970: 	120 413 чел.
- 1980: 	202 251 чел.
- 1990: 	277 776 чел.
- 2000: 	325 957 чел.
- 2010: 	379 448 чел.